# Prostigmata

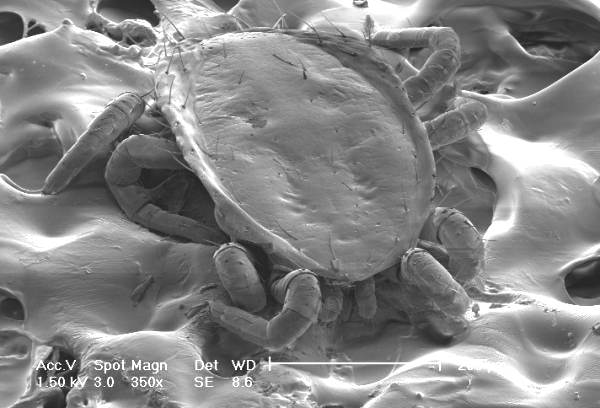
Milbe aus der Unterordnung Prostigmata im Rasterelektronenmikroskop

Die Prostigmata, früher auch Actinedida genannt, sind ein Taxon innerhalb der Milben (Acari). Sie umfassen mit rund 20.000 Arten fast die Hälfte aller Milbenarten und sind sowohl terrestrisch als auch im Süßwasser und im Meer verbreitet. Man findet sie wegen ihrer Kleinheit und angepassten Lebensweise in jedem Habitat. Sie ernähren sich räuberisch oder von Pflanzenresten sowie Pilzen oder leben als Kommensalen oder Parasiten.
In der klassischen systematischen Einteilung der Spinnentiere stellten die Milben eine Ordnung und die Trombidiformes (Actinedida) eine Unterordnung dar. In anderen Systemen stehen sie als eigenständige Ordnung innerhalb der Überordnung Acariformes in der Unterklasse der Milben (Acari). Die Prostigmata werden von einigen Autoren als paraphyletisches Sammeltaxon angesehen, in das alle Milben eingeordnet wurden, welche keine typischen Astigmata bzw. Oribatida sind.

## Merkmale
Prostigmata unterscheiden sich von den Astigmata vor allem durch das Fehlen einiger Merkmale. Im Gegensatz zu den Oribatida ist ihre Körperhülle nur schwach bzw. nur teilweise sklerotisiert. Die restlichen Astigmata sind hingegen weichhäutig. Das Gnathosoma der Prostigmata weist nur selten paarige Rutella (Kieferladen) auf und die Cheliceren sind selten scherenförmig. Ebenso fehlen Pseudostigmata am Propodosoma. Im Gegensatz zu den Astigmata sind die Palpen drei bis fünfgliedrig und groß und die Tarsen weisen nur selten saugnapfähnliche Organe auf.
Die unterschiedliche Lebensweise der rund 150 Familien der Prostigmata hat zu zahlreichen Anpassungen geführt. Die Gruppe ist morphologisch sehr heterogen. Der kleinste Vertreter ist 0,65 mm lang, der größte 1,8 mm. Der Rückenpanzer des Vorderkörpers (Prosoma) ist in zwei Abschnitte gegliedert, in das vordere und größere Propeltidium und das kleinere Metapeltidium. Manche Arten atmen durch die Haut, bei anderen ist ein innerhalb des Körpers liegendes Atmungssystem für die Sauerstoffversorgung zuständig. Wenn ein solches vorhanden ist, endet es mit zwei Atemöffnungen (Stigmata) an der Basis der Cheliceren. Die Lage der Stigmata ist ebenfalls ein wichtiges taxonomisches Merkmal und unterscheidet die Prostigmata von anderen Gruppen der Milben.

## Verbreitung und Lebensraum
Die Arten der Prostigmata sind weltweit verbreitet, ihr Vorkommen reicht von der Antarktis bis in nördliche Breiten, über sämtliche Klimazonen hinweg. Sie besiedeln nicht nur terrestrische Lebensräume, sondern auch sind auch im Süßwasser und im Meer beheimatet.

## Systematik
Familien:
- Acalyptonotidae
- Acarophenacidae
- Acucapitidae
- Adamystidae
- Alicorhagiidae
- Allochaetophoridae
- Amoenacaridae
- Amphotrombiidae
- Anisitsiellidae
- Anystidae
- Apheviderulicidae
- Arenohydracaridae
- Arrenuridae
- Astacocrotonidae
- Athienemanniidae
- Athyreacaridae
- Aturidae
- Audyanidae
- Barbutiidae
- Bdellidae
- Bembidiacaridae
- Bimichaeliidae
- Bogatiidae
- Caeculidae
- Caligonellidae
- Calyptostomatidae
- Camerobiidae
- Caraboacaridae
- Chappuisididae
- Cheyletidae
- Chyzeriidae
- Cloacaridae
- Crotalomorphidae
- Cryptognathidae
- Ctenothyadidae
- Cunaxidae
- Dasythyreidae

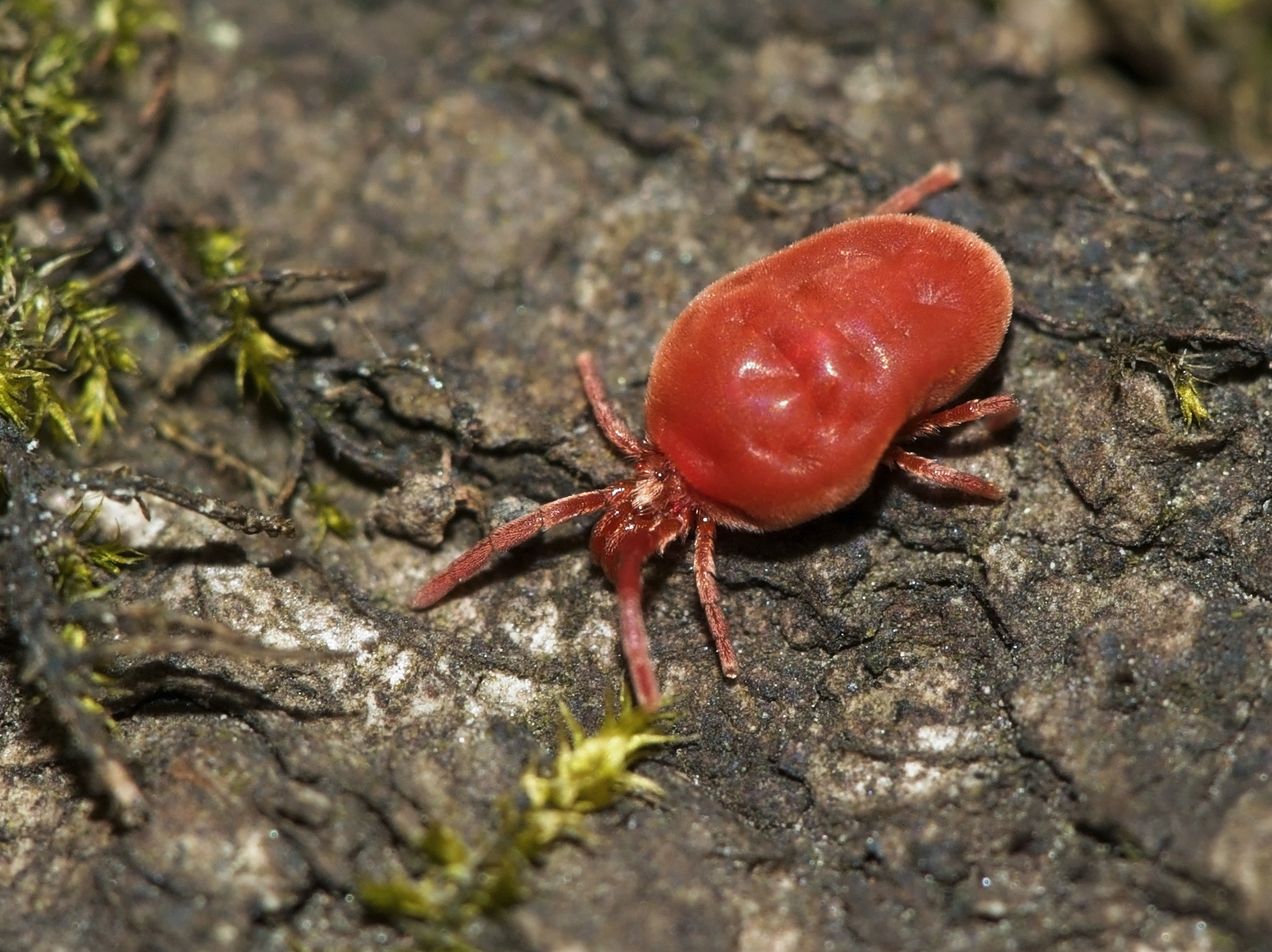
Trombidiidae: Rote Samtmilbe (Trombidium holosericeum)

- Haarbalgmilben (Demodicidae), mit der Gattung der Haarbalgmilben (Demodex)
- Diptilomiopidae
- Dolichocybidae
- Ereynetidae
- Eriophyidae (Gallmilben)
- Eriorhynchidae
- Erythreidae
- Eupalopsellidae
- Eupatrellidae
- Eupodidae
- Eylaidae, mit der Brillenmilbe (Eylais extendens)
- Feltriidae
- Ferradasiidae
- Grandjeanicidae
- Gretacaridae
- Halacaridae
- Harpagopalpidae
- Harpyrhynchidae
- Heterocheylidae
- Homocaligidae
- Hungarohydracaridae
- Hydrachnidae, mit der Kugelmilbe (Hydrachna globosa)
- Hydrodromidae, mit der Gelbfußmilbe (Hydrodroma despiciens)
- Hydrovolziidae
- Hydryphantidae, mit der Fleckenmilbe (Panisus michaeli) und der Sattelmilbe (Hydryphantes ruber)
- Hygrobatidae, mit der Igelmilbe (Hygrobates longipalpis) und der Sichelfußmilbe (Atractides ovalis)
- Iolinidae
- Johnstonianidae
- Kantacaridae
- Krendowskiidae
- Labidostommatidae
- Laversiidae
- Lebertiidae, mit der Hüpfmilbe (Lebertia insignis) und der Runenmilbe (Lebertia glabra)
- Leeuwenhoekiidae
- Limnesiidae, mit der Gattung der Teichmilben (Limnesia)
- Limnocharidae, mit der Sackmilbe (Limnochares aquatica)
- Limnohalacaridae
- Linotetranidae
- Lordalychidae
- Mecognathidae
- Microdispidae
- Micropsammidae
- Mideidae
- Mideopsidae
- Momoniidae
- Myobiidae
- Nalepellidae
- Nanorchestidae
- Nematalycidae
- Neoacaridae
- Neothrombiidae
- Neotrombidiidae
- Nipponacaridae
- Oehserchestidae
- Omartacaridae
- Ophioptidae
- Oxidae, mit der Muschelkrebsmilbe (Frontipoda musculus)
- Paratydeidae
- Pentapalpidae
- Pentasetacidae
- Penthaleidae
- Penthalodidae
- Pezidae
- Phytoptidae
- Piersigiidae
- Pionidae
- Platyglyphidae
- Podapolipidae
- Pomerantziidae
- Pontarachnidae
- Proteonematalycidae
- Proterorhagiidae
- Pseudocheylidae
- Psorergatidae
- Pterygosomatidae
- Pyemotidae
- Pygmephoridae
- Raphignathidae
- Rhagidiidae
- Rhynchohydracaridae
- Rutripalpidae
- Scutacaridae
- Siteroptidae
- Smarididae
- Sperchontidae, mit der Quellenmilbe (Sperchon glandulosus)
- Sphaerolichidae
- Stigmaeidae
- Strandtmanniidae
- Stygothrombiidae
- Stygotoniidae
- Syringophilidae
- Tarsocheylidae
- Tarsonemidae
- Teneriffiidae
- Tenuipalpidae
- Teratothyadidae
- Terpnacaridae
- Spinnmilben (Tetranychidae), mit der Gemeinen Spinnmilbe (Tetranychus urticae) und der Roten Spinne (Panonychus ulmi)
- Teutoniidae
- Thermacaridae
- Torrenticolidae
- Trombellidae
- Trombiculidae
- Laufmilben (Trombidiidae), mit der Roten Samtmilbe (Trombidium holosericeum)
- Trombidiidae
- Tuckerellidae
- Tydeidae
- Uchidastygacaridae
- Unionicolidae, mit der Glasmilbe (Neumania vernalis)
- Vatacaridae
- Walchiidae
- Wettinidae
- Xenocaligonellididae
- Yurebillidae

## Nachweise
1. 1 2  Matthias Schaefer: Brohmer – Fauna von Deutschland. Ein Bestimmungsbuch unserer heimischen Tierwelt. 19., überarbeitete Auflage. Quelle & Meyer, Heidelberg u. a. 1994, ISBN 3-494-01225-3, S. 145–146.
2. 1 2  Actinedida bei zipcodezoo.com (Memento vom 2. Dezember 2008 im Internet Archive)